# گردان‌های ابوعلی مصطفی
گردان‌های ابوعلی مصطفی (عربی: کتائب أبو علی مصطفی، آوانگاری: Katāʾib Abū ʿAlī Muṣṭafā) شاخهٔ مسلح جبهه مردمی برای آزادی فلسطین (PFLP) است در سرزمین‌های فلسطینی (کرانه باختری، غزه و بیت‌المقدس شرقی) فعالیت می‌کند.
گردان‌های ابوعلی مصطفی در بحران ۲۰۲۱ اسرائیل و فلسطین مبارزه کردند.